# Зашляпин, Рудольф Александрович
Рудольф Александрович Зашляпин (р. 15 мая 1937, Нижний Тагил) — российский конструктор систем заправки космических комплексов, с 1990 по 2009 год руководитель ОАО «Уралкриомаш».

## Биография
Окончил Уральский политехнический институт (1960).
В 1960—1980 работал на Уралвагонзаводе в ОКБ-250, специализирующемся на создании изделий криогенной техники и наземного стартового оборудования, в должностях от инженера до заместителя главного конструктора (с 1977).
В 1980 г. ОКБ-250 было выделено из Уралвагонзавода в отдельное предприятие — Уральское КБ машиностроения (УКБМ), Р. А. Зашляпин стал заместителем начальника-главного конструктора по проектным работам. В 1986 г. возглавил УКБМ.
В 1990 г. УКБМ и производство изделий криогенной техники Уралвагонзавода было преобразовано в Уральский научно-производственный комплекс криогенного машиностроения (УНПК КМ) ПО «УралВагонЗавод им. Ф. Э. Дзержинского», и Р. А. Зашляпин был назначен директором-главным конструктором УНПК КМ.
В 1994 г. УНПК КМ в результате приватизации был преобразован в АО «Уралкриомаш», и в 1995 г. на первом собрании акционеров Р. А. Зашляпин был избран генеральным директором, а затем — генеральным директором- генеральным конструктором.
С мая 2009 г. главный конструктор ОАО «Уралкриомаш».
Принимал участие в создании ракетно-космических комплексов «Союз», «Протон». Руководил созданием наземных систем заправки:
- жидким водородом и сжиженным метаном — первого в мире криоплана ТУ-155,
- жидким водородом и кислородом — корабля «Буран»,
- керосином и жидким азотом для старта морского базирования «Си-Лонч».

Автор более 30 внедрённых в производство изобретений.
Лауреат Премии Правительства РФ 1999 года.
Заслуженный конструктор России (1997).
Награжден орденом Трудового Красного Знамени (1990).